# Округ Декаб (Алабама)
Округ Декаб (енгл. DeKalb County) је округ у америчкој савезној држави Алабама. По попису из 2010. године број становника је 71.109. Седиште округа је град Форт Пејн.

## Демографија
Према попису становништва из 2010. у округу је живело 71.109 становника, што је 6.657 (10,3%) становника више него 2000. године.
| Група             | 2000.          | 2010.          |
| Белци             | 58.436 (90,7%) | 57.997 (81,6%) |
| Афроамериканци    | 1.083 (1,7%)   | 1.078 (1,5%)   |
| Азијати           | 124 (0,2%)     | 203 (0,3%)     |
| Хиспаноамериканци | 3.578 (5,6%)   | 9.690 (13,6%)  |
| Укупно            | 64.452         | 71.109         |